# Новокаїнова блокада
Новокаїнова блокада — один із видів блокад, що є методом лікування з використанням впливу на периферичні елементи нервової системи лише новокаїну.

## Історія
Запропонована 1929 року радянським хірургом О. В. Вишневським. Новокаїнова блокада ґрунтується на використанні регулювального впливу нервової системи на перебіг фізіологічних та патологічних процесів. Дія її полягає у виключенні й одночасному слабкому подразненні елементів периферичної нервової системи, що створює сприятливі умови для запобігання розвиткові захворювання або легкого його перебігу (поліпшення умов живлення пошкодженого органу та організму в цілому, припинення надходження больових імпульсів від місця травми або запалення до центральної нервової системи та ін.)

## Види
Залежно від місця та способу проведення розрізняють новокаїнові блокади:
- шийну або вагосимпатичну,
- поперекову (паранефральна),
- тазову (внутрішньотазова за Селівановим-Школьніковим),
- футлярну,
- міжреберну,
- (блокаду) нервів вогнища захворювання чи ушкодження (паравертибральну, місця перелому, циркулярну та інші).

## Застосування
Новокаїнова блокада застосовується при гострих запальних процесах різної локалізації, трофічних виразках, виразках шлунка та 12-палої кишки, опіках, обмороженнях, травмах мозку, нирковій кольці. Особливе значення має новокаїнова блокада для профілактики та лікування травматичного шоку.
В хірургії, під час операцій на органах ШКТ, також можуть використовувати новокаїнові блокади брижжі кишечника.